# Logica deontică
Logica deontică reprezintă cercetarea logică a regulilor adică a normelor. Logica deontică investighează raporturile corecte intre norme. În logica deontică de exemplu se clasifică normele în permisiuni obligații si interdicții.